# Triacontagono

Triacontagono regolare con i vertici marcati

In geometria, il triacontagono è un qualsiasi poligono con 30 lati ed altrettanti vertici ed angoli.
Ogni triacontagono convesso presenta 405 diagonali.
Consideriamo il triacontagono regolare, poligono caratterizzato da 30 angoli interni e lati tutti congruenti tra loro. La somma dei suoi angoli interni, che deve essere pari a tanti angoli piatti quanti sono i suoi lati meno due, vale:
{\displaystyle 180^{\circ }\times (l-2)=(30-2)\times 180^{\circ }=5040^{\circ }};
ciascun angolo interno misura quindi:
{\displaystyle {\frac {5040^{\circ }}{30}}\ =168^{\circ }}.
L'area A di un triacontagono regolare di lato a è ricavabile dalla seguente formula:
{\displaystyle A={\frac {15}{2}}a^{2}\cot {\frac {\pi }{30}}\simeq 71.3577a^{2}},